# Heinrich von Ranke
Heinrich von Ranke (Rückersdorf, 8 maggio 1830 – Monaco di Baviera, 13 maggio 1909) è stato un fisiologo e pediatra tedesco.
Era il figlio del teologo Friedrich Heinrich Ranke (1798-1876) e il fratello dell'antropologo Johannes Ranke (1836-1916). Il famoso storico Leopold von Ranke (1795-1886) era suo zio.

## Biografia
Ranke studiò presso le università di Berlino, Lipsia, Erlangen e Tubinga. A Erlangen, era uno studente del chimico Eugen von Gorup-Besánez, e a Berlino, era un assistente del fisiologo Johannes Peter Müller (1849-50). Nel 1851 ottenne il suo dottorato con una dissertazione che coinvolgeva i suoi studi chimico-fisiologici sul comportamento di alcune sostanze organiche nell'uomo.
Dal 1853 al 1858 fu associato all'Ospedale tedesco di Londra, durante il quale prestò servizio come medico civile al servizio del governo britannico a Smirne e in Crimea (1855-1856). Nel 1859 ottenne la sua abilitazione presso l'Università di Monaco, diventando professore onorario nel 1863. Nel 1866 fu nominato direttore del policlinico per bambini al Reisingerianum di Monaco; lavorò insieme a Max Sandreczky, diventando il suo assistente, e probabilmente influenzò la decisione di Sandreczky di dedicare la sua carriera alla cura dei bambini. Nel 1874 Ranke divenne professore associato e nel 1886 fu nominato direttore del Kinderspital di Hauner all'università.

## Opere principali
- Physiologisch-chemische Untersuchungen über das Verhalten einiger organischer Stoffe im menschlichen Organismus nebst Versuchen über die diuretische Wirkung mehrerer Arzneimittel, 1851.
- Acht Tage bei unseren Verwundeten in den entlegeneren Spitälern, 1866.
- Studien zur Wirkung des Chloroforms, Aethers, Amylens, 1867.
- Cholera-Infections-Versuche an weissen Mäusen, 1874.
- Experimenteller Beweis der Möglichkeit der Selbstentzündung des Heues (Liebig's Annalen CLXVII).
- Zur Aetiologie der Spina bifida, 1878.
- Zur Münchener Canalisationsfrage, 1879.[5]